# Ervas Tenras
Ervas Tenras is een plaats (freguesia) in de Portugese gemeente Pinhel en telt 157 inwoners (2001).